# 马耳他骑士团广场
41°52′58″N 12°28′43″E / 41.88278°N 12.47861°E

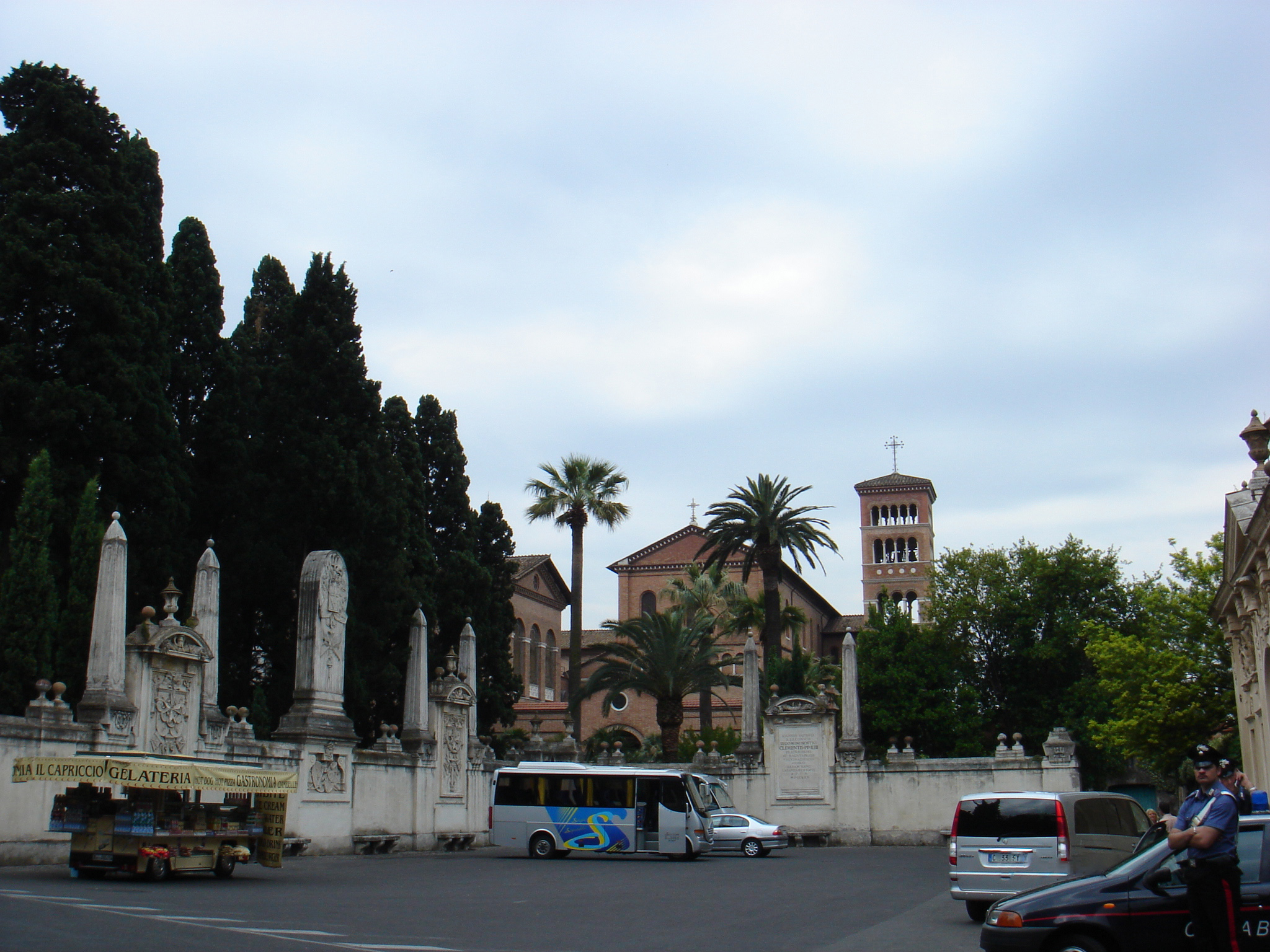
马耳他骑士团广场

马耳他骑士团广场（Piazza dei Cavalieri di Malta）是一个广场，位于罗马里帕区的圣撒比纳街（Santa Sabina）和Porta Lavernale街之间。
该广场位于阿文提诺山山顶，因通往马耳他骑士团总部，外交部马耳他部而得名。广场上常有人排队，因为马耳他部大门的锁孔可以“一眼看三国”(意大利、教廷、马耳他骑士团)。
广场上还有修道院圣母堂（Chiesa di Santa Maria del Priorato），1765年由乔万尼·巴蒂斯塔·皮拉内西设计。

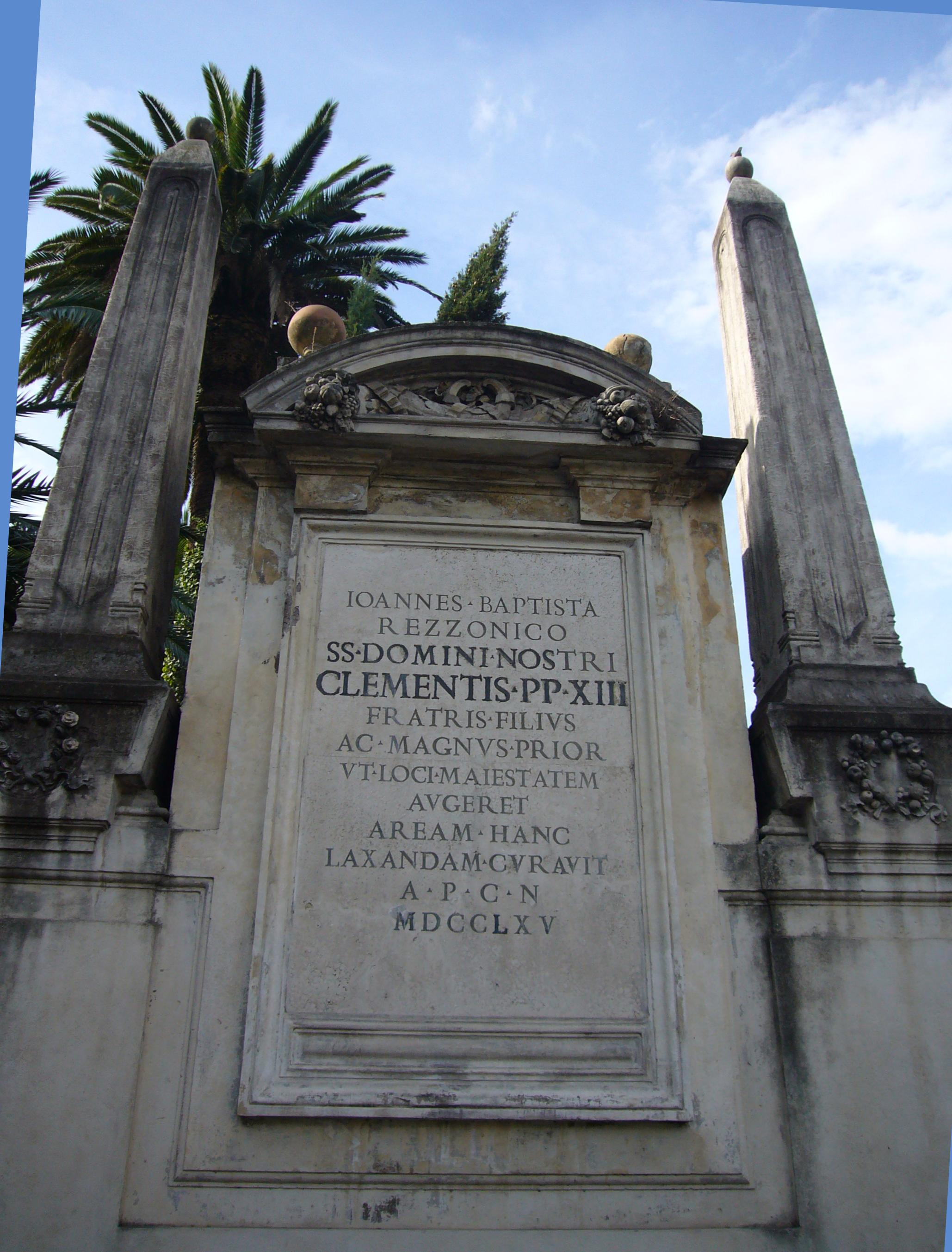